# پی دبلیو بوتا
پیتر ویلم بوتا (انگلیسی: Pieter Willem Botha؛ ۱۲ ژانویهٔ ۱۹۱۶ – ۳۱ اکتبر ۲۰۰۶) یک سیاست‌مدار اهل آفریقای جنوبی بود.
بوتا یکی از آخرین روسای جمهور آفریقای جنوبی در زمان حکمرانی رژیم آپارتاید بر این کشور بود. وی بیش از یک دهه در جهان سیاست به «کروکدیل بزرگ» (به آفریکانس: Die Groot Krokodil) مشهور بود، او در سال ۱۹۶۶ وزیر دفاع و در سال ۱۹۷۸ نخست‌وزیر آفریقای جنوبی شد. وی همچنین پنج سال رئیس جمهور آفریقای جنوبی بود.

## زندگی‌نامه
بوتا در ۱۲ ژانویهٔ ۱۹۱۶ در Paul Roux، استان ایالت آزاد اورنج، اتحادیه آفریقای جنوبی چشم به جهان گشود
بسیاری از روانشناسان سیاسی به آنالیز شخصیت روانی او پرداخته‌اند. برخی محققان نیز کاراکتر او را موضوع پژوهش خویش قرار داده‌اند. بر طبق این یافته‌ها، بوتا هنگامی که یک پسر نوجوان بود به عضویت یک گروه سیاسی - اقلیت به نام حزب ناسیونال که دیدگاه‌های نژادپرستانه و راست افراطی داشت، درآمد. در جریان جنگ جهانی دوم، وی در ایجاد یک گروه شبه نظامی با دیدگاه‌های نازی‌ها نقش فعالی ایفا کرد و در چارچوب آن به مخالفت با سیاست‌های کشورش در حمایت نیروهای انگلیسی و متحدان برآمد.
در سال ۱۹۴۸ و در پی اوج گرفتن موج ملی گرایی در آفریقای جنوبی، بوتا به مجلس سفلای پارلمان راه یافت. به تدریج به مقام ریاست حزب متبوعش رسید و در دوران نخست وزیری اچ. اف. ورورد «وزیر توسعه ارتباطات»، «وزیر مسکن» و «وزیر امور عمومی» شد. بوتا در سال ۱۹۷۸ نخست وزیر آفریقای جنوبی شد و در این دوره قانون اساسی جدیدی را تدوین کرد که براساس آن اختیارات مطلقه پیدا کرد. در آن سال‌ها بود که بوتا قوانین سخت و دست و پاگیری وضع کرد. او انواع شیوه‌های اصلاح نژادی را برای سرکوب سیاهان پیش گرفت. برای نمونه، ازدواج میان زنان و مردانی را که از دو نژاد مختلف بودند منع کرد و برای خروج آزادانه سیاهان از آفریقای جنوبی محدودیت‌های سختی در نظر گرفت.
بوتا دشمن رسانه‌ها نیز بود وقتی مطبوعات به سیاست‌های بوتا، تاختند او در سال ۱۹۸۶ آزادی مطبوعات را تهدید کرد و تعدادی از رهبران سیاهان را بازداشت کرد.
دبلیو بوتا فردی که بخشی از تاریخ سیاه آپارتاید است، در روزگاری نه چندان دور اسم او، وحشت و سرکوب را در ذهن سیاهان محروم و آزادیخواهان این دیار زنده می‌کرد. بوتا کشورش را در فاصله سال‌های ۱۹۷۸ تا ۱۹۸۹ وارد بحران نژادپرستی عمیقی کرد،
بوتا از حزب راست افراطی ناسیونالیست برخاسته بود و به دلیل رفتارهای سختگیرانه و ویرانگرش لقب «تمساح بزرگ» گرفت. وی در سال ۱۹۶۶ نخست، «وزیر دفاع» شد اما پیش از آن در سمت‌های مختلفی ایفای نقش کرده بود. بوتا از ابتدا خود را به عنوان یک چهره ناسیونالیست متعصب معرفی کرد و سال‌ها تلاش نیروهای داخل و خارج را برای برچیدن سیستم آپارتاید آفریقای جنوبی خنثی کرد. بوتا برای بی اثر کردن تأثیر تحریم‌های تسلیحات از سوی کشورهای مختلف بودجه نظامی آفریقای جنوبی را افزایش داد او جواب مخالفان بین‌المللی خود را نیز با مشت آهنین و روش نظامی گری پاسخ داد.
تنها مردم آفریقای جنوبی نبودند که سایه وحشت او را بر سر خود حس می‌کردند. بوتا یورش‌های متعددی را به برخی کشورها سازماندهی کرد به طوری که برای سرکوب قیام‌های چریکی چپگرا و آنچه که خود او «نیروهای هرج و مرج، کمونیسم و سوسیالیسم» می‌نامید به آنگولا و نامیبیا حمله کرد.
از ویژگی‌های منحصر به فرد بوتا این بود که در دوران بازنشستگی نیز حاضر به ترک عقاید افراطی خویش نشد. سال‌ها پس از آنکه بوتا از قدرت کنار رفت سیاهان رایحه آزادی را چشیدند، وی همچنان در مقابل هر آنچه که سیاست‌های نژادپرستانه و تندروی رژیم وی را زیر سؤال می‌برد مقاومت می‌کرد. او می‌گفت: «من مجوز کشتارها را صادر نکردم و به خاطر مبارزه با کشتار انقلابی مارکسیست‌ها عذرخواهی نخواهم کرد
وی به عنوان رئیس دولت آفریقای جنوبی آشفته‌ترین زمان رژیم آپارتاید را رهبری کرد. او با حمایت سفیدپوستان به سرکوب جمعیت سیاه‌پوست آفریقای جنوبی پرداخت. وی در سال ۱۹۸۹ به اف. دبلیو. کلرک، رقیب خود، انتخابات را واگذار کرد و پس ازآن بود که در اولین انتخابات دموکراتیک در آفریقای جنوبی نلسون ماندلا به عنوان اولین رئیس جمهور سیاه پوست در این کشور قدرت را در دست گرفت.
در سال ۱۹۸۹ بوتا سکته کرد اما همچنان در برابر کسانی که خواهان کناره گیری او بودند، مقاومت می‌کرد و می‌گفت: «من مرد اخموی پیر نیستم.»
پس از چندماه از سکته قلبی بوتا استعفا داد و به دنبال آن نلسون ماندلا دشمن دیرین او در ۱۹۹۰ از زندان آزاد شد. ماندلا با اف. دبلیو. کلرک جانشین بوتا همکاری کرد تا انتخاباتی آزاد برگزار شود و سرانجام هر دو به خاطر تلاش هایشان جایزه صلح نوبل سال ۱۹۹۳ را از آن خود کردند. دسموند توتو، اسقف اعظم انجیلی‌های آفریقای جنوبی که رئیس کمیسیون حقیقت و آشتی بود شخصاً از بوتا خواست تا واقعیت را درباره بمب گذاری‌هایش علیه سازمان‌های سیاهپوستان و گروه‌های ضد آپارتاید بگوید اما بوتا کمیسیون را به رسمیت نشناخت بلکه پاسخی مکتوب در ۱۷۰۰ به سؤالات کمیسیون داد. در عین حال، کمیسیون شهادت برخی از چهره‌های برجسته آن دوران را هم شنید.
به باور آزادیخواهان قاره سیاه، بوتا به دلیل گرایش‌های نژادپرستانه اش تبلور یک شیطان نژادپرست بود و دوستان ماندلا او را نزدیکترین فرد به دیدگاه‌ها و اقدامات آدولف هیتلر می‌دانند.
بوتا در دهه ۱۹۹۰ میلادی با «کمیسیون حقیقت یاب و مراقبت» همکاری کرد که به بررسی نقض حقوق بشر در آفریقای جنوبی می‌پرداخت. او در همین حال به احضاریه این کمیسیون اعتنایی نکرد که از وی درباره فعالیت‌های عوامل امنیتی سؤال می‌کرد و بدین ترتیب حکم دادگاهی و جریمه نقدی برایش صادر شد. این حکم بعدها لغو شد.

## زندگی شخصی
او دو بار ازدواج کرد بار اول در سال ۱۹۴۳ با Anna Elizabeth Rossouw ازدواج نمود که از وی صاحب نج فرزند (سه دختر و دو پسر) شد و پس از درگذشت همسرش در سال ۱۹۹۸ با Barbara Robertson ازدواج نمود.

## درگذشت
بوتا در سال‌های اخیر در مناطق کوچک غربی آفریقای جنوبی زندگی کرد و سرانجام در سه‌شنبه شب ۳۱ اکتبر ۲۰۰۶ در خانه‌اش در منطقه کوچکی با نام وایلدرنس در جنوب آفریقای جنوبی درگذشت. او در هنگام مرگ ۹۰ سال داشت.
مرگ وی از نظر خانواده‌اش ناگهانی بود چرا که آزمایش‌های پزشکی مشخص می‌کرد بوتا از بهترین وضع جسمانی برخوردار بوده است.

## گفتاوردها
- https://en.wikiquote.org/wiki/Pieter_Willem_Botha